# ألفونس بودار
ألفونس بودار (بالفرنسية: Alphonse Boudard)‏ ولد في 17 ديسمبر 1925 بباريس وتوفى في 14 يناير 2000 بنيس. وهو روائي فرنسي. حصل على جائزة رينودو الأدبية عام 1977.

## روابط خارجية
- ألفونس بودار على موقع IMDb (الإنجليزية)
- ألفونس بودار على موقع ألو سيني (الفرنسية)
- ألفونس بودار على موقع أول موفي (الإنجليزية)
- ألفونس بودار على موقع قاعدة بيانات الأفلام السويدية (السويدية)
- ألفونس بودار على موقع قاعدة بيانات الفيلم (الإنجليزية)
- ألفونس بودار على موقع كينوبويسك (الروسية)